# Tim Curry
Timothy James "Tim" Curry (n. 19 aprilie 1946, Grappenhall⁠(d), Grappenhall and Thelwall⁠(d), Anglia, Regatul Unit) este un actor englez, cântăreț, compozitor și actor de voce, cunoscut pentru munca sa în teatru, film și televiziune, jucând de multe ori rolurile unor răufăcători. Curry a devenit inițial notabil pentru rolul lui Dr. Frank-N-Furter din filmul cult din 1975 The Rocky Horror Picture Show, film în care a reinterpretat rolul din teatrul muzical de rock clasic, The Rocky Horror Show de Richard O'Brien, producție teatrală care a fost prezentată în 1973 la Londra și în 1974 la Los Angeles. 
Curry a primit apoi numeroase aprecieri pentru rolurile sale de film și televiziune, ca Rooster în filmul Annie (1982), ca Darkness în Legenda (1985), ca Wadsworth în Indicii (1985) sau ca Pennywise în It (1990); precum și pentru rolurile sale de scenă, cum ar fi Wolfgang Amadeus Mozart în producția de pe Broadway din 1980 Amadeus și ca regele Arthur în producția de pe Broadway din 2005 Spamalot.

## Filmografie (selecție)
- The Rocky Horror Picture Show (1975) ca Dr. Frank-N-Furter
- Legenda (1985) ca demonul Darkness
- Singur acasă 2 - Pierdut în New York (1992) ca Dl. Hector, administratorul hotelului
- Salvându-l pe Moș Crăciun (2013) ca Nevil Baddington (voce)
- Scary Movie 2 ca profesor